# Andres Luure
Andres Luure (ur. 22 maja 1959) – estoński filozof, semiotyk i tłumacz. Jest jedną z kluczowych postaci Estońskiej Wikipedii.

## Życiorys
W latach 1977–1979 Andres Luure studiował matematykę teoretyczną na Uniwersytecie w Tartu, następnie zaś na Moskiewskim Uniwersytecie Państwowym (1979–1983). W 1998 roku na Uniwersytecie Tallińskim uzyskał magisterium dzięki pracy A combinatorial model of referring, napisanej pod kierunkiem Lembita Valta. W roku 2006 na Uniwersytecie Tartuskim obronił rozprawę doktorską Duality and sextets: a new structure of categories, przygotowaną pod kierunkiem Kaleviho Kulla.
W latach 1983–1999 pracował jako programista. W 1994 roku rozpoczął studia na Uniwersytecie Tallińskim. Od roku 2004 pracuje na pełny etat jako pracownik naukowy Katedry Filozofii Instytutu Nauk Humanistycznych Uniwersytetu Tallińskiego. Andres Luure opublikował szereg artykułów w czasopismach naukowych oraz rozprawach zbiorowych. Prócz tego tłumaczy literaturę filozoficzną z kilku języków obcych na estoński, m.in. przełożył dzieła Ludwiga Wittgensteina, Jürgena Habermasa i Gilberta Ryle'a.

## Praca dla Wikipedii
Andres Luure był jednym z pierwszych ludzi, którzy rozpoczęli rozbudowywać estońską wersje językową Wikipedii i otrzymali na niej uprawnienia administratorów. Od tej pory uchodzi tam za jeden z największych autorytetów. W 2008 roku za działalność na Wikipedii estońskie Centrum na rzecz rozwoju wolontariatu przyznało mu tytuł Wolontariusza roku.